# Thrànduil
El rei Thrànduil és un personatge de la Terra Mitjana, el món fictici de J.R.R. Tolkien. És un elf síndarin que va viatjar des de Lindon cap a l'est de les Muntanyes Boiroses, i es va convertir en el rei dels elfs silvans del nord del Bosc Llobregós. Apareix a El Hòbbit, on no se'l coneix pel nom i se l'anomena Rei Elf. També és conegut per ser el pare de Légolas Fullverd, un dels protagonistes de El Senyor dels Anells.
Quan Thorin Escut-de-roure i el seu grup de nans van travessar el Bosc Llobregós, van ser capturats pels elfs del Rei Thrànduil i se'ls va empresonar al rebutjar de declarar quines eren les seves intencions. Amb l'ajut de Bilbo Saquet els nans van escapar. Després de la mort del drac Smaug, va exigir una part del seu tresor al considerar que els elfs havien de ser recompensats pel temps que havien estat patint els atacs del drac, i es va aliar amb els homes de la Ciutat del Llac per reclamar als nans una part del botí. Abans que esclatés el conflicte, van arribar notícies de què un exèrcit d'orcs i wargs també es dirigien a la Muntanya Sòlitària per obtenir l'or del drac, i elfs, nans i homes es van unir contra l'enemic comú en el que es conegué com la batalla dels Cinc Exèrcits.
El seu fill Légolas va ser un dels membres de la Germandat de l'Anell, i l'amistat que hi va fer amb el nan Guimli va ajudar a reconciliar la gent de Thrànduil amb els nans.